# Blue Max (jeu vidéo, 1983)
Ne pas confondre avec le jeu vidéo Blue Max sorti en 1990.
Pour les articles homonymes, voir Blue Max.
Blue Max est un jeu vidéo écrit par Bob Polin pour la famille d'ordinateur Atari 8-bit et édité par Synapse Software en 1983.

## Accueil
| Blue Max                    |      |       |
| Média                       | Pays | Notes |
| Computer Games              |      | 100   |
| Info 64                     |      | 100   |
| The Video Game Critic       |      | 100   |
| Micro 7                     |      | 67    |
| Your 64 (en)                |      | 60    |
| Sinclair User               |      | 60    |
| Your Spectrum               |      | 27    |
| Computer Gaming World (CGW) |      | 0     |